# Danail Petrov
Danail Andonov Petrov (Bulgaars: Данаил Андонов Петров) (5 februari 1978) is een Bulgaars voormalig wielrenner. Zijn oudere broer Atanas Petrov was ook actief als wielrenner. Petrov reed in 2013 voor het Spaanse Caja Rural. Hiervoor was hij in zijn profcarrière voornamelijk actief bij Portugese ploegen.
In 2012 nam hij deel aan de Olympische Spelen van Londen. Waar hij finishte als 61e.

## Belangrijkste overwinningen
2002
- 4e etappe GP do Minho
- 10e etappe Ronde van Portugal

2004
- 1e etappe Ronde van Alentejo
- Eindklassement Ronde van Alentejo
- 1e etappe Trofeo Joaquim Agostinho

2005
- 3e etappe Trofeo Joaquim Agostinho

2006
- 3e etappe Trofeo Joaquim Agostinho
- Eindklassement Trofeo Joaquim Agostinho
- 2e etappe Ronde van Bulgarije

2008
- 3e etappe GP CTT Correios de Portugal
- 1e etappe Trofeo Joaquim Agostinho
- 6e etappe, deel A Ronde van Bulgarije
- 7e etappe Ronde van Bulgarije

2010
- Bulgaars kampioen op de weg, Elite

2011
- 3e etappe Ronde van Isparta
- Bulgaars kampioen op de weg, Elite

2012
- Bulgaars kampioen op de weg, Elite

2013
- Bulgaars kampioen op de weg, Elite

## Resultaten in voornaamste wedstrijden
| Jaar | Ronde van Italië | Ronde van Frankrijk | Ronde van Spanje |
| ---- | ---------------- | ------------------- | ---------------- |
| 2012 |                  |                     | 168e             |

Azevedo · Benítez · Castanheira · Costa · Lavarinhas · Lopes · Miranda · Ortega · Pecharroman · Petrov · Pradera · Ribeiro · Sancho · Silva
Antunes · Azevedo · Barbosa · Benítez · Castanheira · M. Costa · R. Costa · Lopes · Mendes · Miranda · Petrov · Pinto · Plaza · Pradera · B. Sancho · H. Sancho
Atalay · Balinski · Dazkirli · Gerganov · Kal · Karagöbek · Koev · Ozcan · Petrov · Petrov · Sayar · Sert · Tsjanliev Kirilov · Türkçetin · Zanichelli · Zaraliev